# Castelo Edrington
O Castelo Edrington (em inglês:  Edrington Castle) é um castelo localizado em Mordington, Scottish Borders, Escócia.

## História
Apenas resta um fragmento do castelo, adjacente às casas de apoio à quinta.
McGibbon afirma que o período da estrutura é incerto, teve quatro pisos de altura e teve um papel importante nas guerras travadas na região.
De acordo com Carr, foi destruído por Gloucester em 1482, mas foi rapidamente reconstruído e novamente tomado em 1518 por Homes de Wedderburn.
Em 1534, Henrique VIII restaurou-o para Jaime V.
Encontra-se classificado na categoria "C" do "listed building" desde 24 de janeiro de 2000.